# Türkheim
Türkheim település Németországban, azon belül Bajorországban. Lakosainak száma 7525 fő (2023. december 31.). Türkheim Tussenhausen és Rammingen községekkel határos.

## Népesség
A település népessége az elmúlt években az alábbi módon változott:
| Lakosok száma | 1460 | 3888 | 4737 | 5236 | 6699 | 6886 | 7106 | 7208 | 7340 | 7525 |
|               | 1875 | 1950 | 1975 | 1987 | 2012 | 2014 | 2016 | 2017 | 2021 | 2023 |